# Hackelia
- Commons
- Wikispecies

Hackelia é um gênero de plantas pertencente à família Boraginaceae.